# Gimnastică la Universiada de vară din 1981
Probele sportive de gimnastică la Universiada de vară din 1981 s-au desfășurat în perioada 20 iulie - 23 iulie 1981 la București, România. Toate probele au avut loc la Palatul Sporturilor și Culturii.

## Medaliați

### Masculin
| Probă             | Aur                                                                         | Argint                                                        | Bronz                                |
| Individual compus | Iuri Korolev (URS) · Kurt Szilier (ROM)                                     |                                                               | Artur Akopian (URS)                  |
| Bară              | Emilian Nicula (ROM)                                                        | Zhou Limin (CHN)                                              | Iuri Korolev (URS)                   |
| Paralele          | Sotomura Koji (JPN)                                                         | Li Yuejiu (CHN)                                               | Iuri Korolev (URS)                   |
| Cal cu mânere     | Iuri Korolev (URS) · Li Ning (CHN) · Li Xiaoping (CHN) · Kurt Szilier (ROM) |                                                               |                                      |
| Inele             | Li Ning (CHN)                                                               | Artur Akopian (URS)                                           | Emilian Nicula (ROM)                 |
| Sol               | Li Ning (CHN) · Dan Odorhean (ROM)                                          |                                                               | Iuri Korolev (URS) · Li Juejin (CHN) |
| Echipe compus     | România · Kurt Szilier · Dan Odorhean · Emilian Nicula · Romulus Bucuroiu   | Uniunea Sovietică Artur Akopian Iuri Korolev Aleksei Tihonkih | China Li Ning Li Xiaoping Li Yuejiu  |

### Feminin
| Probă             | Aur                                                                        | Argint                                                        | Bronz                                   |
| Individual compus | Nadia Comăneci (ROM)                                                       | Stella Zaharova (URS)                                         | Dumitrița Turner (ROM)                  |
| Paralele inegale  | Nadia Comăneci (ROM) · Emilia Eberle (ROM)                                 |                                                               | Zhu Zheng (CHN)                         |
| Bârnă             | Emilia Eberle (ROM)                                                        | Dumitrița Turner (ROM)                                        | Stella Zaharova (URS)                   |
| Sărituri          | Nadia Comăneci (ROM) · Stella Zaharova (URS)                               |                                                               | Dumitrița Turner (ROM)                  |
| Sol               | Nadia Comăneci (ROM)                                                       | Rodica Dunca (ROM)                                            | Stella Zaharova (URS)                   |
| Echipe compus     | România · Nadia Comăneci · Emilia Eberle · Dumitrița Turner · Rodica Dunca | Uniunea Sovietică Maria Filatova Elena Gurina Stella Zaharova | China Li Cuiling Chen Yongyan Zhu Zheng |

## Clasament pe medalii
| Loc   | Țară              | Aur | Argint | Bronz | Total |
| ----- | ----------------- | --- | ------ | ----- | ----- |
| 1     | România           | 12  | 2      | 3     | 17    |
| 2     | China             | 4   | 2      | 2     | 8     |
| 3     | Uniunea Sovietică | 3   | 4      | 6     | 13    |
| 4     | Japonia           | 1   |        |       | 1     |
| Total | Total             | 20  | 8      | 11    | 39    |